# Messia di Dune
Messia di Dune è un romanzo di fantascienza di Frank Herbert, il secondo del Ciclo di Dune. Fu originariamente pubblicato a puntate sulla rivista Galaxy nel 1969. Le edizioni statunitense e britannica hanno diversi prologhi che riassumono gli eventi del romanzo precedente.
L'opera, insieme al successivo romanzo della serie I figli di Dune, è stato adattato per la televisione da Sci-Fi Channel nel 2003 nella miniserie in tre puntate I figli di Dune.

## Trama
Dodici anni dopo gli eventi descritti in Dune, Paul Atreides è ancora l'imperatore della galassia e governa l'universo conosciuto dalla sua capitale su Arrakis. Da poco si è concluso un jihād scatenato dai Fremen che vedono in lui il loro messia e desiderano diffonderne il culto su ogni pianeta. Benché Paul sia il più potente imperatore mai esistito, egli stesso è impotente di fronte alla forza del mito che lo circonda e che spinge i suoi fedeli al fanatismo più estremo. Benché oltre sessanta miliardi di persone siano già perite nella guerra, la prescienza di Paul gli dice che questo è tutt'altro che il peggior futuro possibile per l'umanità. Con questa consapevolezza, Paul spera di indirizzare l'umanità su un percorso che non porti alla stagnazione e all'autodistruzione.
Nel frattempo, è in corso una cospirazione contro l'imperatore Paul, alla quale partecipano le Bene Gesserit (che hanno creato Paul con il loro programma di accoppiamenti selettivi per asservirne i poteri ai loro scopi, ma ne hanno perso il controllo), la Gilda spaziale (un tempo il maggiore potere occulto dietro il trono imperiale e ora completamente sotto il controllo di Paul) e i Bene Tleilax (scienziati senza alcuna remora morale, specialisti delle branche più oscure della biologia e della genetica). I membri di spicco della cospirazione sono la Reverenda Madre Gaius Helen Mohiam delle Bene Gesserit, Edric, un navigatore della Gilda che, grazie ai suoi poteri di preveggenza può schermare gli altri dalla preveggenza di Paul (o almeno è ciò che essi sperano), Scytale, un Danzatore del Volto, e la principessa Irulan, figlia dell'ex imperatore e sposa ufficiale di Paul, nonché anch'essa una Bene Gesserit.
Il piano dei cospiratori si apre con un dono all'imperatore costituito da un ghola; i ghola sono esseri creati dai Bene Tleilax mediante clonazione di cellule umane e addestrati ad un compito specifico, e sono comunemente considerati non come veri esseri umani, ma come semplici strumenti da usare. Il ghola donato a Paul si chiama Hayt, ed è un clone di Duncan Idaho, il suo vecchio amico e insegnante di scherma, morto per difenderlo dagli Harkonnen e il cui corpo era stato conservato per anni dalla famiglia Corrino, e Paul lo accoglie pur sapendo del pericolo che sicuramente rappresenta: i cospiratori sperano infatti che la presenza della copia di Duncan possa turbare Paul, distraendolo da altre parti del complotto e indebolendo la sua capacità di governo.
Intanto, un'altra parte del piano si sta discretamente svolgendo da anni ad opera della principessa Irulan. La dinastia Atreides è instabile perché Paul non ha ancora un erede in quanto all'unica donna della sua vita, Chani, viene somministrato segretamente un contraccettivo da Irulan. In realtà Paul è consapevole della cosa grazie ai suoi poteri, ma, avendo previsto che la nascita di suo figlio causerà la morte di Chani, è riluttante ad intervenire. Alla fine è la stessa Chani, afflitta dalla sua incapacità di concepire, a trovare una soluzione, ricorrendo ad una dieta basata sul digiuno e sull'assunzione di cibi ad alta concentrazione di spezia Melange che in qualche modo riesce ad annullare gli effetti del contraccettivo.
Nel frattempo, Alia, sorella di Paul e dotata degli stessi poteri, raggiunge la maturità fisica e si scopre irresistibilmente attratta da Hayt/Duncan. Alia e Hayt sono incaricati di investigare il ritrovamento del corpo di una ragazza nelle vicinanze della città; Hayt, che è stato addestrato come mentat dai Bene Tleilax, e memore del fatto che non è stata denunciata la scomparsa di nessuno, deduce che la donna è stata rimpiazzata da un Danzatore del Volto Tleilaxu. Hayt coglie anche l'occasione per baciare Alia. Lei si sente oltraggiata, ma Hayt risponde di non aver preso niente più di quello che lei stessa ha offerto, cosa che lei è costretta ad ammettere con sé stessa in seguito.
Mentre Gaius Helen Mohiam si trova su un'astronave della Gilda che fa scalo su Arrakis, Paul ordina il suo arresto. La Reverenda Madre teme per la sua vita, ma l'imperatore le propone invece un patto: egli offrirà alle Bene Gesserit di recuperare i suoi geni per i loro scopi concependo un figlio per loro, ma usando l'inseminazione artificiale, in cambio della sopravvivenza di Chani e del loro bambino. Mohiam è desiderosa di recuperare i geni Atreides per il programma di accoppiamenti delle Bene Gesserit, ma accettando violerebbe i tabù religiosi contro l'uso delle macchine e di ogni pratica che viola la dignità umana, come furono fissati millenni prima dal Jihad Butleriano. Inoltre, nessun bambino nato in questo modo potrebbe aspirare al trono imperiale, e anzi le Bene Gesserit dovrebbero tenere rigorosamente segreta la sola esistenza di tale bambino o affrontare le conseguenze per chi viola le leggi religiose. Mohiam quindi prende tempo chiedendo di consultarsi con le sue consorelle alla sede centrale delle Bene Gesserit su Wallach IX.
Sei settimane dopo, i medici di Chani scoprono che la gravidanza presenta delle complicazioni e deducono dagli effetti l'esistenza del contraccettivo che le è stato somministrato. Chani si rende conto che solo Irulan può essere la colpevole, e vorrebbe ucciderla, ma Paul la dissuade.
Un giorno, Paul riceve la visita della figlia di Otheym, uno dei fedaykyn di Paul, che gli chiede di far visita a suo padre perché ha delle informazioni importanti per lui. Paul capisce che la ragazza è in realtà un Danzatore del Volto, e l'originale è il cadavere rinvenuto precedentemente fuori città, e tuttavia la sua preveggenza gli mostra che non ha altra scelta che seguire la strada tracciata dal suo destino o incorrere nel futuro che egli tenta di evitare. Giunto a casa di Otheym, questi gli rivela dell'esistenza di una cospirazione fra gli stessi Fremen e gli dona il suo servitore Tleilaxu: Bijaz, un nano creato in laboratorio per svolgere il ruolo di registratore di informazioni, rimpiazzando le macchine proibite. Bijaz ha archiviato nella sua memoria facce, nomi e dettagli della cospirazione. Paul accetta con riluttanza, sapendo ciò che sta per accadere. Quando i suoi soldati attaccano i cospiratori, essi attivano un bruciapietre (stone burner), un'arma atomica che distrugge la casa e acceca chiunque si trovi entro un certo raggio. Secondo le leggi Fremen, chi perde la vista viene abbandonato nel deserto come offerta a Shai-Hulud, ma Paul ordina che tutti gli uomini rimasti feriti nell'attacco vengano risparmiati, e a chi lo desidera vengono forniti occhi artificiali. Lui stesso è rimasto accecato, ma ormai le sue visioni oracolari sono così precise che egli vede il più piccolo dettaglio del mondo che lo circonda e riesce a mantenere tutta la sua capacità di comando.
Lo svilupparsi della cospirazione rivela che Korba, importante sacerdote della chiesa di Paul, è un traditore, e per quanto professi la sua innocenza è costretto a cedere al confronto con lo stesso Paul, e viene quindi messo sotto la custodia di Stilgar.
Hayt interroga Bijaz, ma questi usa delle parole chiave per attivare il condizionamento del ghola. Bijaz è infatti un altro strumento della cospirazione, e il suo ruolo era di entrare in contatto con Hayt dopo che questo si è stabilmente insediato nella corte dell'imperatore e inserire in lui il programma per l'esecuzione della fase finale del piano. In seguito, Hayt incontra Alia, che si sta sottoponendo ad un'overdose di spezia nella speranza di potenziare le sue capacità profetiche. Il pericolo che sta correndo suscita un'intensa risposta emotiva nel ghola; Alia capisce che lui la ama, e Hayt è costretto ad ammetterlo.
Paul riceve notizia che Chani è morta nel dare alla luce due gemelli; la notizia e la sua reazione innescano un comando postipnotico nascosto nella mente di Hayt costringendolo ad ucciderlo. Lottando contro la sua programmazione, le memorie di Hayt si risvegliano e la coscienza di Duncan Idaho riemerge. Paul non ne è minimamente sorpreso, avendo già previsto tutto.
Come Paul si avvicina ad un punto cruciale nel tempo, le sue visioni profetiche lo abbandonano lasciandolo cieco e inerme di fronte ad una minaccia mortale: Scytale, il Danzatore del Volto che ha ucciso e rimpiazzato la figlia di Otheym, rivela la sua identità e minaccia di morte i bambini. Egli offre a Paul la promessa di far rivivere Chani come ghola completa della personalità originaria, cosa che Duncan/Hayt ha dimostrato possibile, in cambio dell'abdicazione dell'imperatore. All'improvviso, Paul riceve una visione dalla prospettiva di suo figlio neonato e riesce a lanciare un coltello e a uccidere Scytale.
Senza più le sue visioni a compensare la cecità, Paul decide di seguire la tradizione Fremen e di andare a morire nel deserto, conquistandosi così la fedeltà di questo popolo per i suoi figli che erediteranno il trono imperiale. Prima di andarsene, egli dà ai bambini i nomi di Leto e Ghanima, li affida alla custodia di Stilgar e nomina Alia reggente dell'impero.
Alla fine del romanzo, Duncan nota come, paradossalmente, la morte di Paul e Chani abbia permesso loro di trionfare sui loro nemici. Paul è sfuggito alla deificazione andando nel deserto come un uomo, al tempo stesso garantendo il supporto dei Fremen alla stirpe degli Atreides. Inoltre, Stilgar riferisce di aver eseguito le istruzioni di Alia di giustiziare Gaius Helen Mohiam, Edric, Korba, e alcuni altri. Essendo morti i membri principali della cospirazione, i figli di Paul sono in una situazione relativamente tranquilla. Con la famiglia di Paul al sicuro e i suoi più fedeli amici e collaboratori al potere, per l'impero e la Casa Atreides sembra aprirsi un futuro duraturo.

## Elenco dei personaggi

### Casa Atreides
- Paul Atreides, imperatore della galassia
- Alia Atreides, sorella minore di Paul
- Hayt, ghola Tleilaxu, clone di Duncan Idaho

### Cospirazione
- Gaius Helen Mohiam, Bene Gesserit Reverenda Madre
- Irulan Corrino, Bene Gesserit, moglie ufficiale di Paul Atreides
- Edric, navigatore della Gilda Spaziale
- Scytale, Volto Danzante Tleilaxu
- Korba, sacerdote della chiesa di Paul

### Fremen
- Stilgar, Naib Fremen (capo di un sietch)
- Chani, figlia di Liet Kynes, amata concubina di Paul
- Otheym, ex fedaykin di Paul

## Edizioni
- Frank Herbert, Dune Messiah, 1969.
- Frank Herbert, Messia di Dune, traduzione di Gianpaolo Cossato e Sandro Sandrelli, collana Cosmo Oro n° 12, Editrice Nord, 1974,  p. 321, ISBN 88-429-0309-4.
- Frank Herbert, Messia di Dune, traduzione di Gianpaolo Cossato e Sandro Sandrelli, collana Sperling Serial, Sperling & Kupfer, 1999,  p. 276, ISBN 88-86845-53-7.
- Frank Herbert, Il ciclo di Dune - Vol.1, traduzione di Giampaolo Cossato e Sandro Sandrelli, collana Sperling Serial, Sperling & Kupfer, 2006,  p. 1056, ISBN 88-7339-128-1.
- Frank Herbert, Messia di Dune, traduzione di Giampaolo Cossato e Sandro Sandrelli, Tif Extra, Fanucci, 2012,  p. 278, ISBN 978-88-347-1846-9.
- Frank Herbert, Messia di Dune, traduzione di Giampaolo Cossato e Sandro Sandrelli, Numero Uno, Fanucci, gennaio 2018,  p. 279, ISBN 978-88-347-3444-5.